# Mauvezin-de-Prat
 Mauvezin-de-Prat  es una población y comuna francesa, en la región de Mediodía-Pirineos, departamento de Ariège, en el distrito de Saint-Girons y cantón de Saint-Lizier. La población de 2007 de esta comuna se estima en 77 habitantes.

## Demografía
| 78 | 66 | 57 | 50 | 52 | 68 |
| Para los censos de 1962 a 1999 la población legal corresponde a la población sin duplicidades (Fuente: INSEE [Consultar]) |    |    |    |    |    |